# ハモネプリーグ
青春アカペラ甲子園 全国ハモネプリーグは、フジテレビ系列の人気バラエティ番組のコーナーの名称。略称は「ハモネプリーグ/ハモネプ」。『力の限りゴーゴゴー!!』という番組の末期（2001年5月16日-2002年9月11日）、最終回まで放送した人気レギュラーコーナーで、司会はネプチューン。このコーナーからプロデビューしたユニットやブレイクしたYouTuberもいる。2007年9月18日、5年ぶりに特別番組で復活した。
タイトルのハモネプはハモるのハモと司会のネプチューンのネプを略している。代表は世界アカペラ連盟の日本支部長・犬飼將博（堀内健が犬飼のパロディで牛飼をやった）。
2024年7月21日には、『FNS27時間テレビ 日本一たのしい学園祭!』内にて、「ハモネプハイスクール2024」を生放送で開催された。2025年7月26日には、「FNS27時間テレビ 日本一たのしい学園祭!」のベース番組である『新しいカギ』との合体スペシャル『青春の日』第2部として「ハモネプハイスクール2025」が開催された。

## 内容
ハモネプとは、アカペラのコーラスにスポットを当てた企画。楽器を使わずに声だけですばらしいハーモニーを奏でる高校生を中心とした若者のパフォーマンスを応援していこうという番組。
リードボーカルやコーラスパートだけでなく、ベース音、ドラム音、ボイスパーカッションが加わり、本物のバンドさながらのサウンドを奏でる。
2010年11月でのハモネプの定義および参加資格は「3人以上のグループ」であり、「楽器を使わず声だけでハーモニーを奏で」て、「1分30秒以内のパフォーマンスを行うこと」の3点である。
システムは大会ごとに異なる。
地区予選で選び抜かれた15組または18組のグループが、A・B・C の3ブロックに分かれる。1ブロックは5組または6組で審査員の最高得点を獲得した1組が決勝ステージへ進出できる。そしてその各ブロック代表が優勝をめざし決勝ステージで日本一を競う。このシステムは第3回より設定された。以上のように決勝に進出できるのは原則として3組であるがブロック内の最高得点が2組同じだったり、「審査員推薦枠」が設けられるなどの理由により4組以上が決勝に進出する場合もある。
日本におけるヒューマンビートボックスの普及に多大な貢献をした企画である。

## 歴代開催と優勝グループ
第1回から第3回までは、「力の限りゴーゴゴー!!」、第29回は「FNS27時間テレビ 日本一たのしい学園祭!」内のコーナーとして放送。第4回以降は特番として放送された。
| 回    | 開催日         | タイトル            | 優勝グループ     |
| ----- | -------------- | ------------------- | ---------------- |
| 第1回 | 2001年8月26日  | 全国ハモネプリーグ  | ぽち             |
| 第2回 | 2001年12月16日 | 全国ハモネプリーグ2 | レプリカ         |
| 第3回 | 2002年8月25日  | 全国ハモネプリーグ3 | ア・カッペラーズ |

| 回     | 放送日         | タイトル                                                    | 優勝グループ                    |
| ------ | -------------- | ----------------------------------------------------------- | ------------------------------- |
| 第4回  | 2007年9月18日  | 青春アカペラ甲子園 全国ハモネプリーグ2007夏                 | Soft Voice                      |
| 第5回  | 2008年4月8日   | 青春アカペラ甲子園 全国ハモネプリーグ2008春                 | じゃ〜んずΩ                     |
| 第6回  | 2008年9月23日  | 青春アカペラ甲子園 全国ハモネプリーグ2008夏                 | どんぐり                        |
| 第7回  | 2009年4月21日  | 青春アカペラ甲子園 全国ハモネプリーグ2009春                 | Bam B Crew                      |
| 第8回  | 2009年9月1日   | 青春アカペラ甲子園 全国ハモネプリーグ2009夏                 | A-Z（アズ）                     |
| 第9回  | 2010年1月19日  | 青春アカペラ甲子園 全国ハモネプリーグ2010冬                 | 姉と僕                          |
| 第10回 | 2010年4月13日  | 青春アカペラ甲子園 全国ハモネプリーグ2010春                 | センメ                          |
| 第11回 | 2010年8月31日  | 青春アカペラ甲子園 全国ハモネプリーグ2010夏                 | AS★KNOW                         |
| 第12回 | 2011年1月11日  | 青春アカペラ甲子園 全国ハモネプリーグ2011冬                 | joker                           |
| 第13回 | 2011年4月12日  | 青春アカペラ甲子園 全国ハモネプリーグ2011春                 | アルテマ                        |
| 第14回 | 2011年8月30日  | 青春アカペラ甲子園 全国ハモネプリーグ2011夏                 | グラコロン                      |
| 第15回 | 2012年6月12日  | 芸能人アカペラ選手権 ハモネプスターリーグ                   | 出動!アカペラーZ                |
| 第16回 | 2012年11月20日 | 芸能人アカペラ選手権 ハモネプ☆スターリーグ2                 | オヤジ☆ズム                     |
| 第17回 | 2013年4月2日   | 芸能人最強アカペラ王者決定戦 ハモネプ☆スターリーグ          | G7                              |
| 第18回 | 2013年10月8日  | 芸能人最強アカペラ王者決定戦 ハモネプ☆スターリーグ          | なかよし圭三                    |
| 第19回 | 2014年4月1日   | ハモネプ♪ジャパンカップ                                     | 七色ボイス                      |
| 第20回 | 2015年9月18日  | アカペラ日本一決定戦 ハモネプ全国大会                       | 洛陽                            |
| 第21回 | 2019年6月28日  | アカペラ日本一決定戦 全国ハモネプリーグ                     | たむらまろ                      |
| 第22回 | 2020年7月4日   | 青春アカペラ甲子園 全国ハモネプリーグ2020                   | ザ・コンティニューズ            |
| 第23回 | 2021年2月27日  | 青春アカペラ甲子園! 全国ハモネプリーグ 大学日本一決定戦     | あまがさ                        |
| 第24回 | 2021年8月14日  | 青春アカペラ甲子園! 全国ハモネプリーグ 大学日本一決定戦     | ブラックムーン                  |
| 第25回 | 2022年3月19日  | ハモネプ! 青春アカペラ大学日本一決定戦! 熱き戦いに感動の嵐! | 夜にワルツ                      |
| 第26回 | 2022年12月24日 | ハモネプ2022 クリスマスSP                                   | バリバリ                        |
| 第27回 | 2023年5月27日  | ハモネプ2023大学日本一決定戦!アカペラ青春フェスSP           | うたかるた                      |
| 第28回 | 2024年3月2日   | 全国ハモネプ大リーグ!史上初の生放送!アカペラ最強決定戦!     | Bam B Crew                      |
| 第29回 | 2024年7月21日  | ハモネプハイスクール                                        | かじみ屋、紆余曲折 （※同点1位） |
| 第30回 | 2025年7月26日  | 【青春の日・第2部】 ハモネプハイスクール                    |                                 |

## 歴代得点ランキング
（第4回-第14回）※そのグループの最高得点のみ掲載
| 順位 | 得点 | グループ名           | 回     | 曲                                            |
| ---- | ---- | -------------------- | ------ | --------------------------------------------- |
| 1    | 99   | A-Z                  | 第8回  | First Love （宇多田ヒカル）                   |
| 2    | 97   | シンクロシンプトンズ | 第4回  | WINDING ROAD （絢香＆コブクロ）               |
| 2    | 97   | グラコロン           | 第13回 | ありがとう （いきものがかり）                 |
| 4    | 96   | Soft Voice           | 第4回  | 昭和歌謡メドレー                              |
| 4    | 96   | ジュブナイル         | 第8回  | カブトムシ（aiko）                            |
| 4    | 96   | 腹筋学園             | 第11回 | Rainy Blue（徳永英明）                        |
| 4    | 96   | アルテマ             | 第13回 | アポロ （ポルノグラフィティ）                 |
| 8    | 95   | ウタツグミ           | 第8回  | もう恋なんてしない（槇原敬之）                |
| 8    | 95   | 姉と僕               | 第9回  | 明日晴れるかな （桑田佳祐）                   |
| 8    | 95   | プロジェクトA        | 第11回 | シーズンインザサン（TUBE）                    |
| 8    | 95   | みら♪くる            | 第11回 | 青いベンチ（サスケ）                          |
| 12   | 94   | DAD'S                | 第7回  | WEEK END（X JAPAN）                           |
| 12   | 94   | センメ               | 第10回 | いとしのエリー（サザンオールスターズ）        |
| 12   | 94   | 無花果（いちじく）   | 第11回 | いい日旅立ち（山口百恵）                      |
| 12   | 94   | ナノトーン           | 第13回 | Diamonds（プリンセス・プリンセス）            |
| 12   | 94   | beskey               | 第13回 | 遠く遠く（槇原敬之）                          |
| 17   | 93   | じゃ〜んずΩ          | 第5回  | あなただけ見つめてる（大黒摩季）              |
| 17   | 93   | L.A.6                | 第5回  | I believe（EXILE）                            |
| 17   | 93   | どんぐり             | 第6回  | 崖の上のポニョ（藤岡藤巻と大橋のぞみ）        |
| 17   | 93   | Bam B Crew           | 第7回  | ラヴ・イズ・オーヴァー（欧陽菲菲）            |
| 17   | 93   | やきそば☆SOUL        | 第7回  | WON'T BE LONG （バブルガムブラザーズ）        |
| 17   | 93   | AS★KNOW              | 第9回  | 浪漫飛行 （米米クラブ）                       |
| 17   | 93   | Secret Chord         | 第11回 | 三日月 （絢香）                               |
| 17   | 93   | カルテット男子       | 第11回 | 恋の予感 （安全地帯）                         |
| 17   | 93   | joker                | 第12回 | 白い恋人たち （桑田佳祐）                     |
| 17   | 93   | ノーナイズ           | 第12回 | 最後の雨 （中西保志）                         |
| 17   | 93   | ひだまり職人         | 第13回 | 手紙 〜拝啓 十五の君へ〜 （アンジェラ・アキ） |
| 17   | 93   | ICU49                | 第14回 | BORN THIS WAY (Lady Gaga)                     |
| 17   | 93   | ウィズ               | 第14回 | Automatic（宇多田ヒカル）                     |
| 30   | 92   | BLACK ROSE           | 第4回  | スシ食いねぇ（シブがき隊）                    |
| 30   | 92   | μ（ミュー）          | 第7回  | Jupiter（平原綾香）                           |
| 30   | 92   | ブーケ               | 第13回 | 春 〜spring〜（Hysteric Blue）                |
| 30   | 92   | 電子レンジ           | 第13回 | そのままの君でいて（岡本真夜）                |
| 30   | 92   | じえんおつ           | 第13回 | 燃えてヒーロー（沖田浩之）                    |
| 35   | 91   | GIFT                 | 第4回  | everything （Misia）                          |
| 35   | 91   | THE HOUSE DUST       | 第4回  | Eye Of The Tiger （Survivor）                 |
| 35   | 91   | タートルズ           | 第7回  | 魔訶不思議アドベンチャー （高橋洋樹）         |
| 35   | 91   | おてん               | 第8回  | 男と女のラブゲーム （日野美歌＆葵司朗）       |
| 35   | 91   | アールグレイ         | 第9回  | I love you （尾崎豊）                         |
| 35   | 91   | のーてんき           | 第9回  | Moving'on without you （宇多田ヒカル）        |
| 35   | 91   | クローバー           | 第11回 | butterfly （木村カエラ）                      |
| 35   | 91   | Day Break            | 第11回 | はじまりはいつも雨 （ASKA）                   |
| 35   | 91   | パラノイド           | 第11回 | 熱くなれ （大黒摩季）                         |
| 35   | 91   | タスマニアンズ       | 第13回 | さくら （森山直太朗）                         |
| 35   | 91   | 食後3錠              | 第14回 | 木綿のハンカチーフ（太田裕美）                |
| 35   | 91   | BOSS                 | 第14回 | あなただけ見つめてる（大黒摩季）              |
| 46   | 90   | ダイナモ             | 第8回  | ガッツだぜ!（ウルフルズ）                     |
| 46   | 90   | なつメロ             | 第8回  | さよなら（小田和正）                          |
| 46   | 90   | 6ROCK                | 第9回  | We Will Rock You（Queen）                     |
| 46   | 90   | はたらけ!!歌激団     | 第10回 | サザエさん一家（宇野ゆう子）                  |
| 46   | 90   | ごはん               | 第12回 | 紅（X JAPAN）                                 |

## グループ紹介
大会で優勝したグループ
- 第1回優勝 ぽち

RAG FAIRのおっくんの最大のライバルけんぞーの所属グループ。4人という人数ながらも安定感を見せ、おっくんの元所属グループであるレプリカやチン☆パラなどを退けて第1回王者となった。
レパートリー：「believe」「escape」「歩いて帰ろう」など
- 第2回優勝 レプリカ

『力の限りゴーゴゴー』時代に、ネプチューンが初めて出会ったアカペラグループ。第1回では決勝まで進めず涙をのんだが、第2回では決勝まで進み「らいおんハート」を歌って優勝した。
レパートリー:「kiss of life」「man&woman」「らいおんハート」など
- 第3回優勝 ア・カッペラーズ

ストリートミュージシャンがチームを結成。第1回、第2回とトップバッターを務めたが得点が伸びず敗退。しかし第3回では「大都会」で最高得点をマーク。決勝では「川の流れのように」で会場を感動に包み、『力の限りゴーゴゴー』としての最後のチャンピオンとなった。
レパートリー：「大都会」「川の流れのように」「プレイバックpart2」など
- 第4回優勝 Soft Voice

団員の少なくなった合唱団を救うために参加。絶対音感を持ったハーモニーで歴代3位となる96点をたたき出した。4組の決戦となった決勝では「さくら」を歌い、激戦を制して優勝した。
レパートリー：「りんごの歌」「さくら」「Stand by me」など
- 第5回優勝 じゃ〜んずΩ

北海道からやってきた、ストリートで鍛えられたロックグループ。リードのしーちゃんの美声に一同騒然だった。現在も活動を続けている。
レパートリー：「あなただけ見つめてる」「missing」など
- 第6回優勝 どんぐり

ジブリの挿入歌をレパートリーとする一橋大学の五人組。ベース担当のきんさんのアレンジによって新しく生まれ変わった曲で挑戦。決勝では「もののけ姫」をうたった。
レパートリー：「崖の上のポニョ」「君をのせて」「風になる」など
- 第7回優勝 Bam b crew

やーさん率いる珠玉のヤンキーバラード。第5回、第6回と出場するもあと一歩届かなかった。第7回では決勝へ進出。トップバッターにもかかわらず「さよならの向う側」で他チームを圧倒した。
レパートリー：「愛のメモリー」「M」「ラブイズオーバー」など

- 第8回優勝 A-Z

第7回にて歴代最高得点となる97点を出したグループ。第8回も磐石のパフォーマンスを見せ、歴代最高得点を塗り替える99点をたたき出し、その勢いのままにチャンピオンとなった。出場した大会では毎回その大会の最高得点をマークしている。
レパートリー：「story」「Everything」「FirstLove」「ハナミズキ」など
- 第9回優勝 姉と僕

音楽大好きの一家から、姉三人と末っ子長男によって結成されたグループ。第9回大会では、初出場ながらその回の最高得点を出し決勝進出、優勝を果たした。続く第10回大会では予選敗退。
レパートリー：「明日晴れるかな」「あの素晴らしい愛をもう一度」など
- 第10回優勝 センメ

多国籍高校生軍団。一回戦はA-Zに1点差で敗退するも、審査員特別枠として復活。卒業式で歌われるという「海 その愛」を決勝で披露。研ナオコを涙させ、記念すべき第10回王者となった。
レパートリー：「いとしのエリー」「海 その愛」など
- 第11回優勝 AS★KNOW

第8回、第9回と決勝に進出するもA-Zと姉と僕に阻まれたグループであり、関西No.1の名も挙がるほどの実力派チーム。三度目の決勝ではじめての優勝となった。
レパートリー：「POP STAR」「Best Friend」「浪漫飛行」「未来予想図II」「出逢った頃のように」「瞳はダイヤモンド」など
- 第12回優勝 joker

第11回にてトップバッターを務めた。一回戦は今大会最高の93点。決勝では「あなたのキスを数えましょう」を披露。審査員のつんく♂をして「やりおった」と言わしめた。
レパートリー：「LOVE RAIN〜恋の雨〜」「白い恋人達」「思いがかさなるそのまえに..」など
- 第13回優勝 アルテマ

第12回では審査員特別推薦枠で決勝に進出しベスト4になった、神戸大のアカペラロックバンド。レパートリーはアップテンポな曲やハイテンポな曲。第13回は一回戦に脅威の96点をマーク、決勝では「あなたに」を歌い、優勝を飾った。
レパートリー：「Love Phantom」「Life」「アポロ」など
- 第14回優勝 グラコロン

第13回に登場していきなり97点をたたきだし、強豪無花果を破ったグループ。今回は大会二位の92点を出すが敗退。しかし審査員推薦により敗者復活で決勝進出。「オリビアを聞きながら」で優勝となった。
レパートリー：「ありがとう」「抱きしめたい」「どんなときも。」など
決勝進出経験のあるグループ
- 第1回準優勝：チン☆パラ

埼玉大学出身の6人組。ハモネプで初めてロックを披露したグループ。邦楽のレパートリーも多数あり第2回では「It's my life」を披露するなどワールドワイドなチームでもある。第1-2回大会で決勝に進出し、決勝グループで圧倒的な実力を見せ付けながらも優勝はならなかったため、無冠の帝王とも呼ばれている。第2回大会の後プロデビューを果たす。現在は解散している。
レパートリー：「Love Phantom」「I don't wont miss a thing」「if」など
- 第2回準優勝： Z☆MA

女声リードの6人組。初挑戦の第2回大会は、結成2か月で出場を決めた。さらに決勝進出し、「あなたのキスを数えましょう」で準優勝をする。続く第3回も決勝に進出している。
レパートリー：「そばかす」「あなたのキスを数えましょう」「熱くなれ」など
- 第3回準優勝： North

北海道代表として第1回から三大会連続で出場。第1-2回ともに20点満点中19点と高得点を出すも決勝に進めず、第3回の「La La La Love Song」で初めて決勝に進出。「Another Orion」を披露し準優勝となった。
レパートリー：「Love Song」「say yes」「cats eye」「あ〜夏休み」など
- 第3回決勝進出：collection

曲のアレンジに大きなダンスを盛り込み、ついたニックネームは「関西ダンス連合」。一回戦で「corazon」を披露していきなり48点をだしNorthをたおして決勝進出を果たした。
レパートリー：「青いイナズマ」「フラワー」「Love potion NO.9」など
- ダーツ

47点を出して決勝に進出。決勝ではGLAYの「However」を歌っている。
レパートリー：「Rocket Dive」「愛のままにわがままに僕は君だけを傷つけない」など
- 大阪大選抜 シンクロシンプトンズ

大阪大学選抜メンバーで結成された、ハモネプマスターINSPiの後輩グループ。「WINDING ROAD」で歴代第2位となる97点を獲得した。
レパートリー：「WINDING ROAD」「何度でも」など
- ハモネプ第一世代の唯一の生き残り L.A.6

「力の限りゴーゴゴー」時代にもハモネプに参加していたリードのチャーマンを中心として、西日本の実力者たちが結成したチーム。Wボイパで二回決勝に進出。
レパートリー：「蕾」「言葉にできない」「Choo choo train」など
- 名門合唱部 BLACK ROSE

名門、前橋高校合唱部からの選抜メンバー。同点でL.A.6に敗北したが、敗者復活。決勝では「残酷な天使のテーゼ」をうたった。
レパートリー：「スシくいねェ」「TOMORROW」
- 大阪ナタデココ

第4-6回大会に出場した大阪の女子高生グループである。第5回大会では、同じブロックのじゃ〜んずΩに一度は敗れるも、敗者復活で決勝へ進出した。続く第6回大会では、メンバーの一部を入れ替えて挑んだが予選敗退した。
レパートリー：「チェリー」 「WOMAN」 「世界中の誰よりきっと」 など
- 青学サークル選抜 Link the Light

第6回大会に出場した，青山学院大のサークル選抜グループ。リードボーカルは，他の歌番組にも出場した実力者である。予選では大阪ナタデココを破り決勝へ進出する。
レパートリー：「DreamLand」 「卒業写真」

- ジュブナイル

立教大学アカペラサークル出身の6人組で、リードボーカルの美声が持ち味。過去三回大会に出場しいずれも90点を超えるパフォーマンスを見せた。二回決勝へ進むも、どんぐり、A-Zらに阻まれベスト3どまりとなった。
レパートリー：「恋に落ちて〜Fall in Love〜」「カブトムシ」「会いたい」など
- μ

第7回大会では決勝に進出、A-Z,Bam b crewと共に史上最高とも言われる決勝を彩る。続く第8回大会では92点という高得点を出すも、史上最高得点を出したA-Zに敗れてしまう。結成年数の長さは歴代でもダントツである。
レパートリー：「jupiter」 「月光」 「真夏の果実」「Story」
- 新世代の切り込み隊長 腹筋学園

初出場の第8回で、いきなり91点をたたき出し審査員を驚かせた。その後も、好成績を残し決勝にも2回進出。第11回では96点をたたき出すパフォーマンスを見せた。
レパートリー：「SORA」「Someday」「Rainy Blue」「ただ逢いたくて」など
- 名古屋大選抜 無花果

チームは四大会連続出場、リードボーカルのくねくねは六大会連続出場の実力派。「アレンジで魅せるアカペラ」を得意としており、その実力は出場した四大会すべてで90点以上をマークしている。
レパートリー：「時代」「いい日旅立ち」「想い出がいっぱい」「なごり雪」など
- ノーナイズ

新潟大学出身の6人組。第9-10回大会と2大会連続でトップバッターを務める。第10回では、トップバッターでありながら、前回チャンピオンの「姉と僕」を破り決勝に進む。第12回では、優勝候補の「無花果」と同点で並ぶも審査員投票で選出され2度目の決勝へと進む。
レパートリー：「星空のディスタンス」「かもめが翔んだ日」「悲しみは雪のように」「最後の雨」など
- プロジェクトA

第11回大会に出場した大学生グループで、ハモネプ初の韓国勢である。Cブロックのトップバッターでありながら95点という高得点を出し、決勝に進出した。
レパートリー：「season in the sun」 「世界が終るまでは…」
- みら♪くる

第11回大会に出場した高校生グループ。結成2か月で全国大会出場、さらに予選で95点という高得点を出し、決勝に進出した。
レパートリー：「青いベンチ」「Winding Road」
- 立教大アカペラサークル ごはん

第12回大会に出場した立教大アカペラサークルのグループ。ボーカルのしょーぞーを他のメンバーが支える演奏スタイルであり、バックの安定感は、つんく♂が最高のカラオケと例えるほどであった。
レパートリ－：「紅」 「世界はそれを愛とよぶんだぜ」
- 横浜国立大Wリード beskey

横浜国立大学の精鋭が結成したグループ。リードボーカルが二人というスタイルで「遠く遠く」を披露し決勝に進出。決勝ではさらにWリードを生かした、「Love Love Love」を披露した。
レパートリー：「遠く遠く」「Love Love Love」
- 医大生の昭和メロディー 食後3錠

滋賀医科大からの出場。一回戦では「木綿のハンカチーフ」で優勝候補と臆されていたナノトーンを破る91点。決勝では、結婚式の定番ソング、「部屋とYシャツと私」を披露した。
レパートリー：「木綿のハンカチーフ」「部屋とYシャツと私」

## その他出演した主なグループ
◆はプロデビューしたグループ
◇はプロデビューしたメンバーが居るグループ
- RAG FAIR（ゲスト）◆
- INSPi（ゲスト）◆
- チン☆パラ◆
- NORTH
- バカ安
- こすへらす◇〔メインヴォーカルのサトルがclearanceでプロデビューし、活動中〕
- Z☆MA
- きゅぅ〜!!◇〔メインヴォーカルの空姉妹が Sky（スカイ）でプロデビューし、活動中 〕
- ブラスターズ◇〔メインヴォーカルの飯田洋輔、ボイスパーカッションの飯田達郎兄弟は劇団四季所属のミュージカル俳優として活動中〕
- COLLECTION
- ダーツ〔ボイスパーカッションの金城宗幸は漫画原作者として活動している〕
- Coo 〔現在も 奏屋（かなでや）と名前を変え活動中〕
- L.A.6
- BLACK ROZE
- シンクロシンプトンズ
- 大阪ナタデココ
- やきそば☆SOUL◇〔メンバーのかれんがLittle Glee Monsterのメンバーとして、メンバーのかずやがなにわ男子のメンバーとして活動中 〕
- スパークル
- 魂よしこ
- The House Dust（立命館大学）
- Link The Light（青山学院大学）
- ジュブナイル（立教大学）
- よかろうもん◆〔YouTubeを中心に活動中〕
- タートルズ（東京学芸大学）
- The Company
- μ（ミュー）
- ウタツグミ
- ジュニア・ボーイズ
- おすばん
- DAD'S（ダッズ）
- 腹筋学園◇ 〔メンバーはそれぞれ『Da-iCE』『SOLIDEMO』などのグループで活動中〕
- おてん
- もののふ
- なつメロ
- 演パクト
- ノーナイズ
- のーてんき
- 無花果（いちじく／名古屋大学）
- カルテット男子
- みら♪くる
- プロジェクトA
- ごはん
- FAVE
- ひだまり職人
- 電子レンジ
- グラコロン（神戸大学）
- タスマニアンズ（昭和大学）
- beskey（横浜国立大学）
- ラディッシュ（駒澤大学）
- ブーケ（駒澤大学）
- 無糖ホワイト（インカレ）
- ぶーびーぶー
- 背徳の薔薇（駒澤大学）◇
- ナノトーン（大阪大学）
- コシズム（日本大学）
- クイーン（神戸大学）
- ゆーす♪
- BOSS（京都大学）
- ICU49（国際基督教大学）
- べいびーず（立命館大学）
- ヒートロック
- 食後3錠
- アカーシ
- ウィズ
- ハイスクールバンバン

など他多数

## 書籍
- 「ハモネプSTORY BOOK」（集英社）
- 「ハモネプMASTER BOOK」（ドレミ楽譜出版社）

## CD
- 「全国ハモネプリーグ LIVE! VOL.1」
- 「全国ハモネプリーグ LIVE! VOL.2」
- 「全国ハモネプリーグ LIVE! VOL.3」
- 「ハモネプ・ハイスクール」
- 「青春アカペラ甲子園 全国ハモネプリーグ2008 夏」
- 「青春アカペラ甲子園 全国ハモネプリーグ2009 春」
- 「青春アカペラ甲子園 全国ハモネプリーグ2009 夏」
- 「青春アカペラ甲子園 全国ハモネプリーグ2010 冬」
- 「青春アカペラ甲子園 全国ハモネプリーグ2010 春」
- 「ハモネプ チャンピオンズCD」

## ソーシャルゲーム
- 『青春アカペラ甲子園 全国ハモネプリーグ』（Mobage）

## スタッフ
全国ハモネプ大リーグ!史上初の生放送!アカペラ最強決定戦!（2024年3月2日放送分）
- ナレーション：木村昴
- 構成：とちぼり元、西澤公太郎
- 【東京会場】（フジテレビ湾岸スタジオ）
  - 美術プロデュース：平井秀樹（フジテレビ）
  - デザイン：鈴木賢太（フジテレビ、一時離脱→復帰）
  - アートコーディネーター：谷元沙紀
  - 大道具：浅見大、山寺宏幸
  - 装飾：西村怜子
  - アクリル装飾：伊藤幸枝
  - 生花装飾：後藤健
  - 電飾：日下信二（一時離脱→復帰）
  - 視覚効果：川上勝大（一時離脱→復帰）
  - アートフレーム：石井智之（一時離脱→復帰）
  - メイク：山田かつら、南場千鶴
  - LEDビジョン︰五島陽一
  - TP：斉藤伸介（フジテレビ）
  - TM：高瀬義美（以前はTP→一時離脱）
  - SW：小出豊（一時離脱→復帰）
  - CAM：遠藤俊洋（以前はCAM→SW）
  - VE：武田和浩（一時離脱→復帰）
  - AUD：本間祥吾（以前はMlX）
  - PA：溝口賢蔵（一時離脱→復帰）
  - LT：本澤(沢)啓史
- ビジュアルディレクター：立木規之（TOWER LAB.、以前はビジュアルディレクター→サウンドコーディネーター・MA）
- ビジュアルデザイン︰峰仁美
- MA：長田浩幸（BANZAI、以前はサウンドコーディネーター・MA）
- 音響効果：高田智彰（BABY SOUND LUCK）、中村友美
- CG：山口大樹（キャニットG）
- TK：山口奈保美、髙木美紀
- 技術協力：ニユーテレス、fmt、TOWER LAB.、インターナショナルクリエイティブ、サンフォニックス
- データ放送：高島裕司（フジテレビ）
- デジタルメディア︰遠藤千翼
- CG技術︰遠山健太郎、柴田千恵子
- 広報：河野舞子（フジテレビ）
- デスク：小早川茉美
- ライツ：行武直高・清水真紀子・石井浩二・下川猛（以上、フジテレビ）
- 制作協力：IVSテレビ制作
- 制作進行・AP︰須々田朋美（IVSテレビ制作）
- 制作スタッフ：加藤翔汰朗、石川光季、吉田和可
- ディレクター：石針智也、稲毛良、桂田心、廣井優樹、新井孝輔（稲毛→IVSテレビ制作、以前は制作スタッフ→制作進行、廣井→以前は制作スタッフ）
- フロアディレクター︰川名良和
- 監修：吉田正樹（ワタナベエンターテインメント / 吉田正樹事務所）
- 演出：大塚真史（IVSテレビ制作）、大村昂平（フジテレビ、以前はディレクター）
- プロデューサー：佐藤基・橋本苑香・関麻佑子・杉山剛（以上、IVSテレビ制作、橋本→以前はAP、関・杉山→共に以前は制作進行）、石川敬大（フジテレビ、以上はAP）
- 総合演出：福浦与一（IVSテレビ制作、以前はプロデューサー）
- チーフプロデューサー：北口富紀子（フジテレビ）
- 制作：フジテレビ編成制作局制作センター第二制作室
- 制作著作：フジテレビ

### 過去のスタッフ
- ナレーション：平井誠一
- 構成：原澤貴則、村松浩介、神楽坂
- 音楽統括：吉田圭介（INSPi）
- アカペラ指導：引地洋輔・荒井健一（RAG FAIR）、杉田篤史・北剛彦（INSPi）
- ビジュアルデザイン：KAAL bpd
- 美術制作：井上明裕（フジテレビ）
- デザイン：吉田強（フジテレビ）
- アートコーディネーター：中村秀美（以前は美術進行）
- 大道具：西村幸也
- 電飾：林将大、山崎峰生
- アクリル装飾：橋本順、相原加奈、栩木宗行
- 生花装飾：荒川直史
- 視覚効果：飯塚生臣
- 特殊装置：坂之下啓輔
- 装飾：林成利
- メイク：東まり子
- TP：児玉洋、勝村信之（フジテレビ）
- SW：河西純
- CAM：横山政照、矢代祐一、藤原亘平
- AUD：片山勇、小清水健治
- VE：原啓教
- 【大阪会場】（関西テレビ本社スタジオ）
  - 編成：酒井秀哉
  - 美術制作：大石竜也
  - 大道具：袖垣成治
  - メイク：パウダー
  - TP：澤口佳代子
  - TD/SW：濱名嘉之
  - CAM：京田航
  - VE：大森喜章
  - MIX：野村理恵
  - AUD：赤澤和伸
  - PA：田辺有可子
  - LT：小橋力
- ビジュアルディレクター：峯村憲輝
- 編集：檜山勉、後藤勝利
- サウンドコーディネーター・MA：横井秀也（BANZAI）
- 技術協力：FLT、IMAGICA、ウエストワン、大阪共立
- 美術協力：サンケイビルテクノ、高津商会
- 審査協力：山野楽器
- 広報：植村綾・鈴木良子・木場晴香・原寛之（以上、フジテレビ）
- 編成：佐々木渉（フジテレビ）
- ライツ：内ヶ崎秀行・金栗英彦（以上、フジテレビ）
- デスク：吉永由佳、嶋村美帆
- 制作進行：太田茂憲・澤井慎幸・石井隆文・矢崎ゆうこ（以上、IVSテレビ制作）
- 制作スタッフ：片岡新己留（フジテレビ）、波立奈々、瀬田真弓、山田寿美香、森浩輔、石井美玖、群司稔哉、神田真穂、中村ルアナ、三宅志奈、松本莉紗、木屋朱音、坂口向日葵
- 制作統括：戸渡和孝（フジテレビ）
- AP：小畑未香・佐熊礼子・重見真貴（以上、IVSテレビ制作）
- ディレクター：大田久美子・斉藤慎一・近藤花央・森田美桜・市川貴弘・矢川恵哉・久武敬人・樋渡昇一郎・渡部一貴・岡部時子・北村朋広・青木祐太・荻野美樹・藤井美音・馴田裕香・里永知洋・友岡照吾・長倉智恵・中山晃（以上、IVSテレビ制作）、市村智哉（アズバーズ）、赤坂康一（フリーピット）、古川忠幸、松林里奈、木村綾乃、木村美早紀、武田真世、田中杏（中山→以前は制作スタッフ→制作進行、木村美・武田→以前は制作スタッフ）
- 演出：野澤尚弘・多田隆人・武田喜栄（以上、IVSテレビ制作）、吉田渉（フジテレビ）
- プロデューサー︰倉科知美（フジテレビ）、須山由佳子・近藤照代・川上修（以上、IVSテレビ制作）
- チーフプロデューサー：宮道治朗・坪井貴史・小仲正重（以上、フジテレビ）
- 制作協力：カンテレ